# 2023 OE5
2023 OE5 es un asteroide Apolo y un objeto próximo a la Tierra (NEO) con un diámetro estimado entre 14 y 32 metros. El cuerpo pasó a una distancia nominal de 1.544.981 km (0,010 UA) de la Tierra, el 14 de agosto de 2023, a las 01:04 UTC.

## Datos de aproximación más cercana
| Fecha/Hora (UTC)            | Distancia mínima a la Tierra | Distancia mínima a la Tierra | Distancia máxima a la Tierra | Distancia máxima a la Tierra | Velocidad relativa (km/s) | Magnitud aparente |
| Fecha/Hora (UTC)            | km                           | UA                           | km                           | UA                           | Velocidad relativa (km/s) | Magnitud aparente |
| --------------------------- | ---------------------------- | ---------------------------- | ---------------------------- | ---------------------------- | ------------------------- | ----------------- |
| 14 de agosto de 2023, 01:04 | 1.543.662                    | 0,01032                      | 1.546.299                    | 0,01034                      | 3.87                      | 19.21             |

No hay riesgo de un impacto en la Tierra durante el acercamiento a la Tierra en agosto de 2023. Suponiendo que el asteroide tiene entre 14 y 30 metros de diámetro, un impacto por él no alcanzaría el suelo y se desfragmentaría a unos 30 km de la superficie.

## Próximos acercamientos a la Tierra
| Fecha/Hora (UTC)                       | Distancia mínima a la Tierra | Distancia mínima a la Tierra | Distancia máxima a la Tierra | Distancia máxima a la Tierra | Velocidad relativa (km/s) |
| Fecha/Hora (UTC)                       | km                           | UA                           | km                           | UA                           | Velocidad relativa (km/s) |
| -------------------------------------- | ---------------------------- | ---------------------------- | ---------------------------- | ---------------------------- | ------------------------- |
| 1 de junio de 2024, 05:29 ± 02:19      | 20.447.374                   | 0.13668                      | 20.513.897                   | 0.13713                      | 3.32                      |
| 20 de noviembre de 2024, 22:50 ± 04:32 | 14.371.349                   | 0.09607                      | 14.372.251                   | 0.09607                      | 3.23                      |
| 28 de marzo de 2025, 16:10 ± 04:55     | 17.904.397                   | 0.11968                      | 17.925.386                   | 0.11982                      | 3.02                      |
| 6 de febrero de 2026, 09:32 ± 00:39    | 10.478.040                   | 0.07004                      | 10.759.813                   | 0.07192                      | 5.60                      |
| 17 de febrero de 2027, 19:57 ± 00:56   | 45.640.558                   | 0.30509                      | 46.018.336                   | 0.30761                      | 12.68                     |